# Sabestena
Sabestena is een geslacht van wantsen uit de familie van de Tingidae (Netwantsen). Het geslacht werd voor het eerst wetenschappelijk beschreven door Carl John Drake in 1944.

## Soorten
Het genus bevat de volgende soorten:

- Sabestena afra Duarte Rodrigues, 1982
- Sabestena africana Drake, 1944
- Sabestena alfierii Drake & Ruhoff, 1953
- Sabestena capensis Duarte Rodrigues, 1982
- Sabestena dispar Duarte Rodrigues, 1988
- Sabestena elegantula Duarte Rodrigues, 1988